# Saint-Éloy-la-Glacière
Pour les articles homonymes, voir Saint-Éloy et Glacière (homonymie).
Saint-Éloy-la-Glacière est une commune française située dans le département du Puy-de-Dôme, en région Auvergne-Rhône-Alpes.

## Géographie

### Localisation
Les Amouilhaux, le Bourg, la Faye (à cheval sur la commune d'Échandelys), le Griffol, Montgheol, Montgrain, le Redondet, Sagne Neyre, les Salles, la Vaisse (à cheval sur la commune d'Auzelles).
|            | Auzelles               |                          |
| Échandelys | Saint-Éloy-la-Glacière | Saint-Amant-Roche-Savine |
|            | Fournols               |                          |

### Climat
Pour des articles plus généraux, voir Climat d'Auvergne-Rhône-Alpes et Climat du Puy-de-Dôme.
En 2010, le climat de la commune est de type climat des marges montargnardes, selon une étude du Centre national de la recherche scientifique s'appuyant sur une série de données couvrant la période 1971-2000. En 2020, Météo-France publie une typologie des climats de la France métropolitaine dans laquelle la commune est exposée à un climat de montagne ou de marges de montagne et est dans la région climatique  Nord-est du Massif Central, caractérisée par une pluviométrie annuelle de 800 à 1 200 mm, bien répartie dans l’année. 
Pour la période 1971-2000, la température annuelle moyenne est de 7,4 °C, avec une amplitude thermique annuelle de 14,7 °C. Le cumul annuel moyen de précipitations est de 969 mm, avec 10,3 jours de précipitations en janvier et 7,8 jours en juillet. Pour la période 1991-2020, la température moyenne annuelle observée sur la station météorologique de Météo-France la plus proche, « Cunlhat », sur la commune de Cunlhat à 8 km à vol d'oiseau, est de 10,1 °C et le cumul annuel moyen de précipitations est de 1 010,2 mm,. Pour l'avenir, les paramètres climatiques de la commune estimés pour 2050 selon différents scénarios d'émission de gaz à effet de serre sont consultables sur un site dédié publié par Météo-France en novembre 2022.

## Urbanisme

### Typologie
Au 1er janvier 2024, Saint-Éloy-la-Glacière est catégorisée commune rurale à habitat très dispersé, selon la nouvelle grille communale de densité à sept niveaux définie par l'Insee en 2022.
Elle est située hors unité urbaine et hors attraction des villes,.

### Occupation des sols
L'occupation des sols de la commune, telle qu'elle ressort de la base de données européenne d’occupation biophysique des sols Corine Land Cover (CLC), est marquée par l'importance des forêts et milieux semi-naturels (88,2 % en 2018), en diminution par rapport à 1990 (89,7 %). La répartition détaillée en 2018 est la suivante : forêts (77,1 %), prairies (11,8 %), milieux à végétation arbustive et/ou herbacée (11,1 %). L'évolution de l’occupation des sols de la commune et de ses infrastructures peut être observée sur les différentes représentations cartographiques du territoire : la carte de Cassini (XVIIIe siècle), la carte d'état-major (1820-1866) et les cartes ou photos aériennes de l'IGN pour la période actuelle (1950 à aujourd'hui).

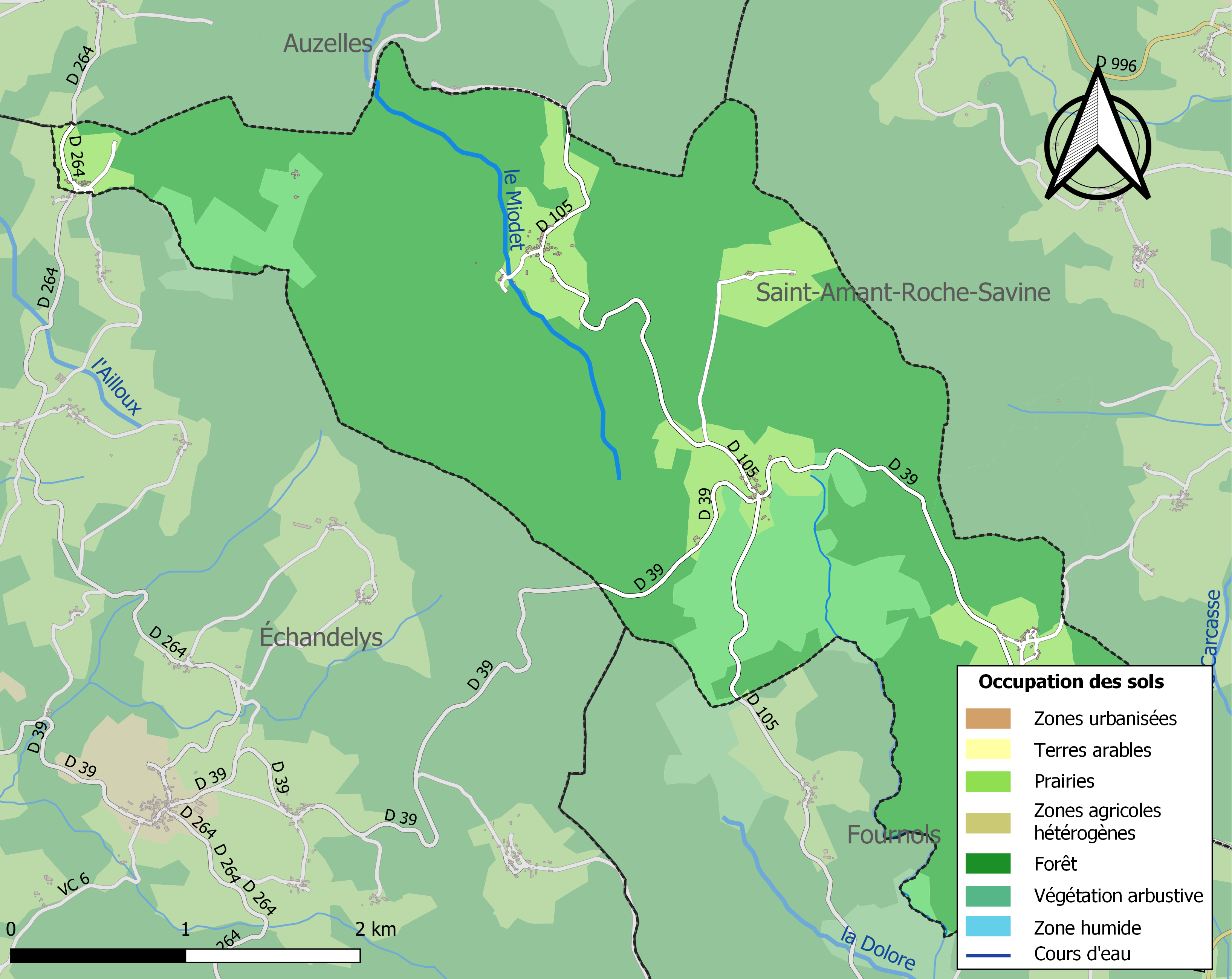
Carte des infrastructures et de l'occupation des sols de la commune en 2018 (CLC).

## Histoire
Au cours de la période révolutionnaire de la Convention nationale (1792-1795), la commune a porté le nom de Montagne-Glacière ou Mont-Glacière.

## Politique et administration
En 2020, l'ensemble du conseil municipal a décidé de démissionner à la suite du second tour. Une délégation spéciale a été installée dans l'attente d'élections qui se sont tenues les 13 et 20 septembre 2020. Le 18 septembre, le conseil municipal a réélu Jean-Luc Coupat.
| Période                                  | Période                       | Identité                                       | Étiquette    | Qualité |
| ---------------------------------------- | ----------------------------- | ---------------------------------------------- | ------------ | --- |
| Les données manquantes sont à compléter. |                               |                                                |              | |
| mars 2001                                | 8 juillet 2020                | Jean-Luc Coupat                                | apparenté PS | Conseiller général[précision nécessaire] 4e vice-président de la communauté de communes Ambert Livradois Forez (en 2017) |
| 8 juillet 2020                           | 18 septembre 2020             | Délégation spéciale présidée par René Meyzonet |              | Ancien secrétaire général de la sous-préfecture d'Ambert Retraité du ministère de l'Intérieur                            |
| 18 septembre 2020                        | En cours (au 9 novembre 2021) | Jean-Luc Coupat,                               |              | |

## Population et société

### Démographie
L'évolution du nombre d'habitants est connue à travers les recensements de la population effectués dans la commune depuis 1793. Pour les communes de moins de 10 000 habitants, une enquête de recensement portant sur toute la population est réalisée tous les cinq ans, les populations de référence des années intermédiaires étant quant à elles estimées par interpolation ou extrapolation. Pour la commune, le premier recensement exhaustif entrant dans le cadre du nouveau dispositif a été réalisé en 2005.

En 2022, la commune comptait 63 habitants, en évolution de +12,5 % par rapport à 2016 (Puy-de-Dôme : +2,1 %, France hors Mayotte : +2,11 %).
| 1793 | 1800 | 1806 | 1821 | 1831 | 1836 | 1841 | 1846 | 1851 |
| ---- | ---- | ---- | ---- | ---- | ---- | ---- | ---- | ---- |
| 550  | 556  | 597  | 557  | 573  | 603  | 589  | 604  | 566  |

| 1856 | 1861 | 1866 | 1872 | 1876 | 1881 | 1886 | 1891 | 1896 |
| ---- | ---- | ---- | ---- | ---- | ---- | ---- | ---- | ---- |
| 515  | 536  | 513  | 491  | 457  | 411  | 395  | 380  | 363  |

| 1901 | 1906 | 1911 | 1921 | 1926 | 1931 | 1936 | 1946 | 1954 |
| ---- | ---- | ---- | ---- | ---- | ---- | ---- | ---- | ---- |
| 351  | 321  | 301  | 293  | 255  | 253  | 202  | 172  | 141  |

| 1962 | 1968 | 1975 | 1982 | 1990 | 1999 | 2005 | 2006 | 2010 |
| ---- | ---- | ---- | ---- | ---- | ---- | ---- | ---- | ---- |
| 113  | 86   | 82   | 58   | 54   | 59   | 63   | 63   | 62   |

| 2015 | 2020 | 2022 | - | - | - | - | - | - |
| ---- | ---- | ---- | - | - | - | - | - | - |
| 56   | 64   | 63   | - | - | - | - | - | - |

## Culture locale et patrimoine

### Lieux et monuments
- Église paroissiale (XIIIe – XVe siècles), de facture romane, inscrite à l'inventaire des Monuments historiques (7 février 1994), avec des cloches datant de 1488 et 1749.
- Fontaine du Bon-Saint-Éloy.

### Patrimoine naturel
La commune de Saint-Éloy-la-Glacière est adhérente du parc naturel régional Livradois-Forez.